# Breitling Orbiter 3

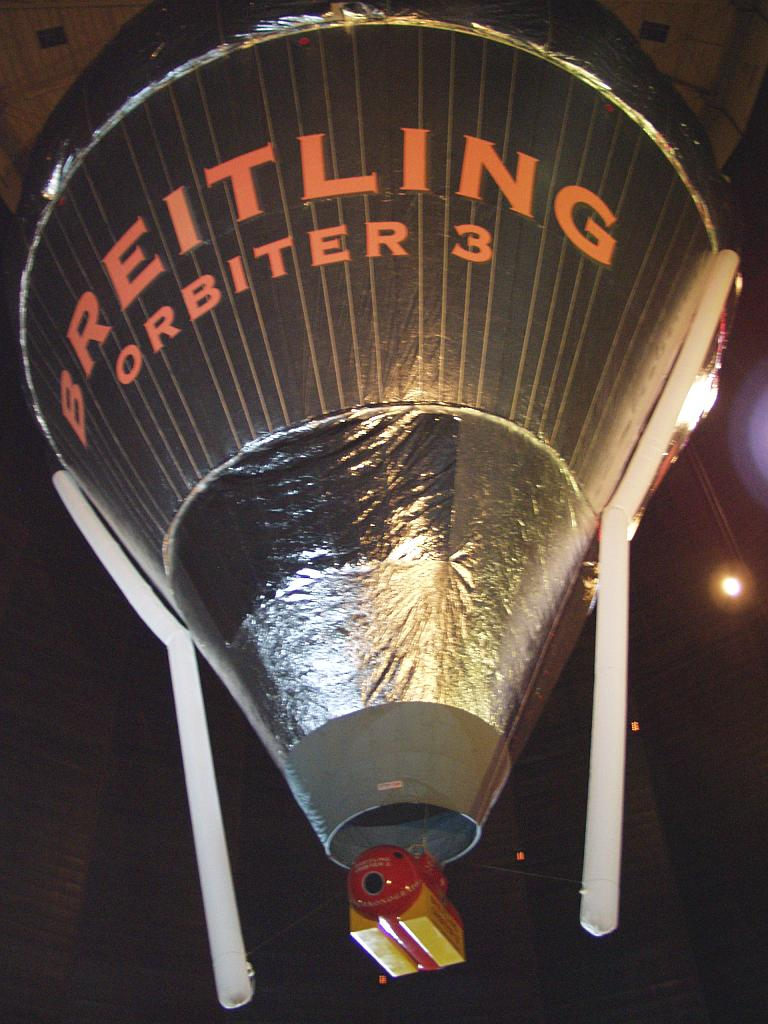
Breitling Orbiter 3.

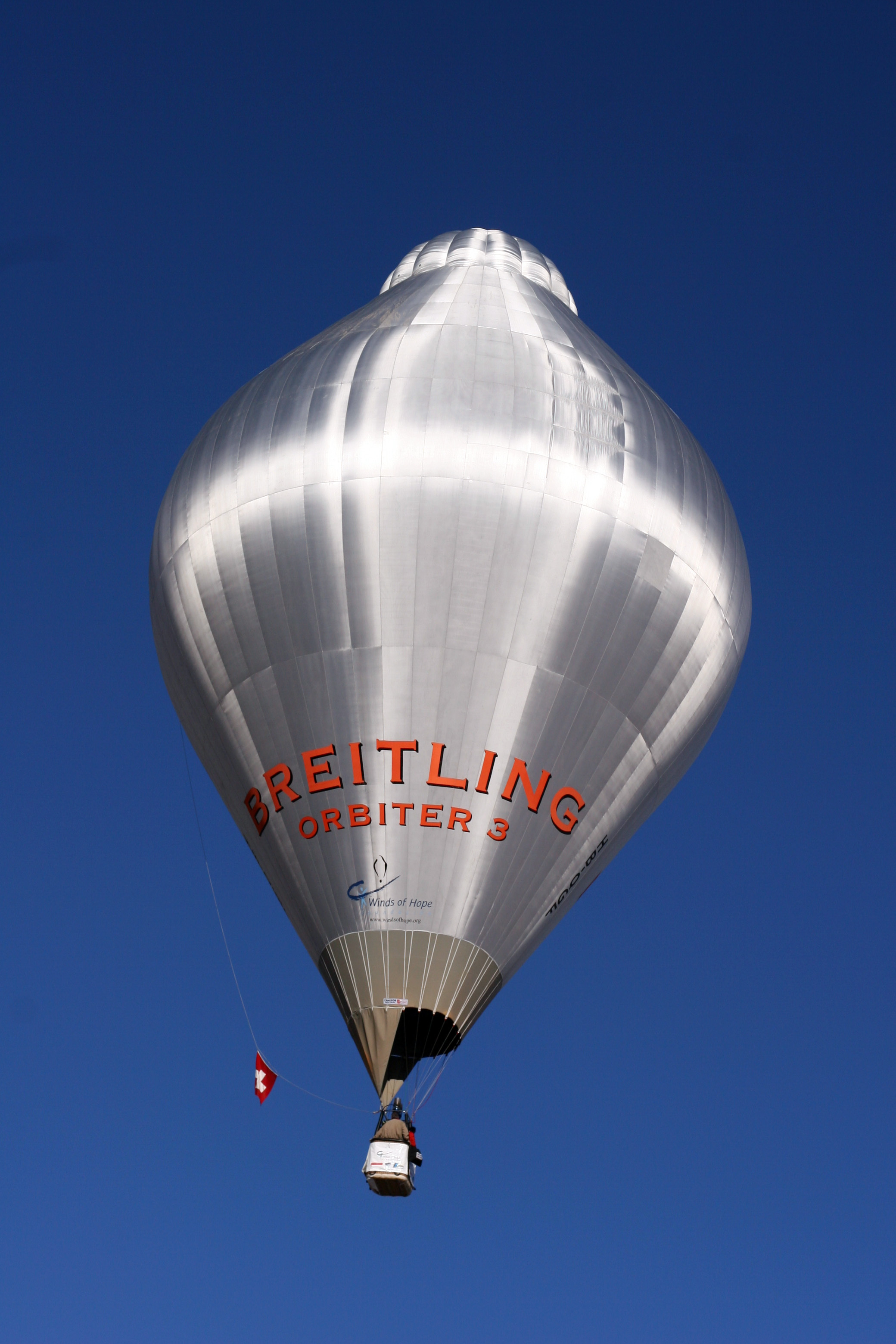
Breitling Orbiter 3.

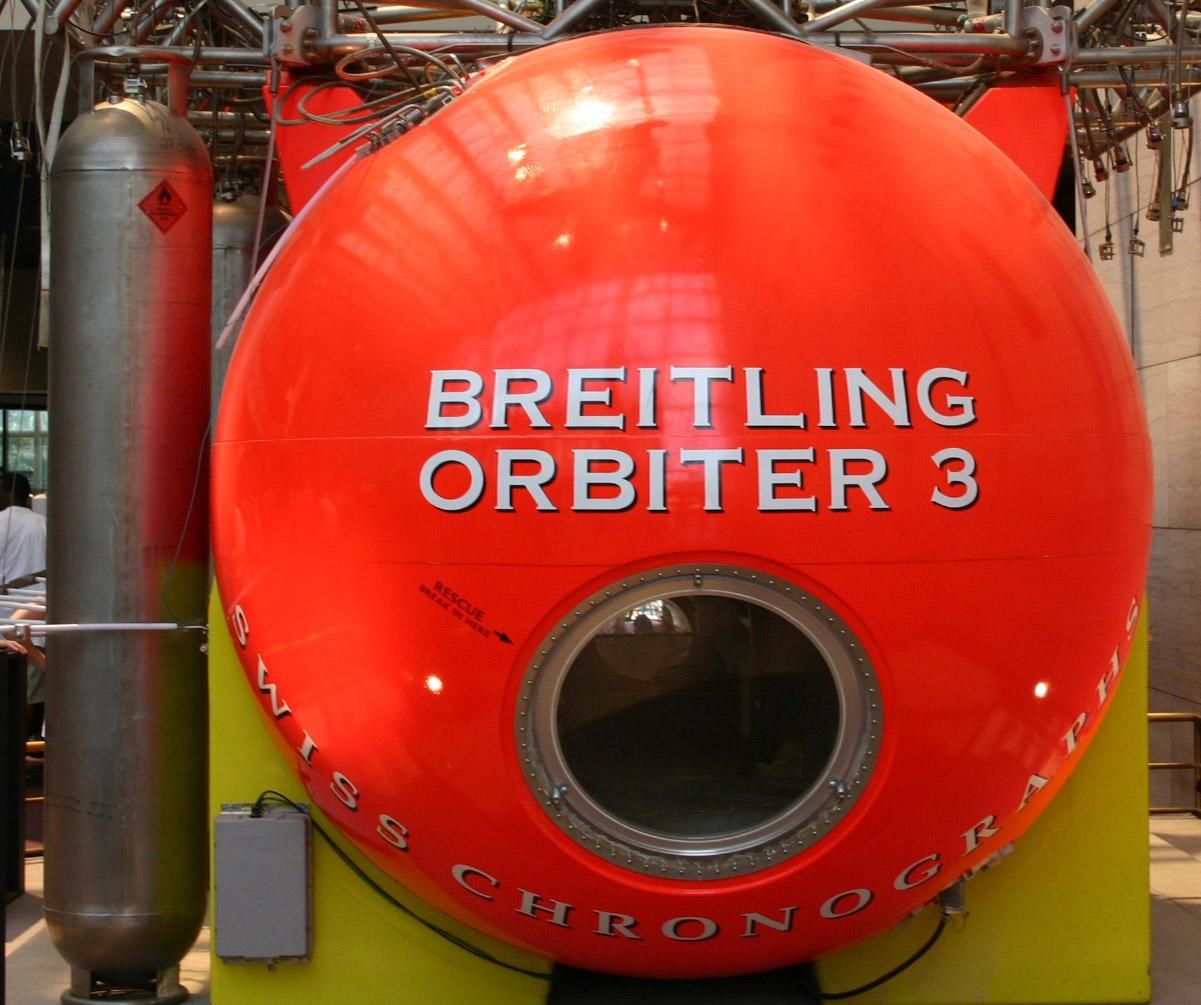
Breitling Orbiter 3.

Le Breitling Orbiter 3 est un ballon de type rozière, le premier à avoir fait un tour du monde sans escale entre le 1er et le 21 mars 1999, battant un record de durée de vol avec 477 heures et 47 minutes pour 45 755 km, piloté par Bertrand Piccard et Brian Jones.
Conçu et fabriqué par la firme Cameron (Bristol, Angleterre), il mesure, gonflé, 55 m de haut pour un volume de 18 500 mètres cubes d'hélium.
La structure de la nacelle est en kevlar et en fibres de carbone, elle est pressurisée pour pouvoir voler à des altitudes maximales de l'ordre de 12 000 m.
Cette nacelle est visible au National Air and Space Museum de Washington aux États-Unis.
Parcours Château-d'Œx, Suisse - Dakkla, Égypte, après un tour complet en 20 jours et 19 heures. Ce fut la dix-huitième tentative dans le monde.